# Bologna Indoor 1974
Il Bologna Indoor 1974 è stato un torneo di tennis giocato sul sintetico indoor. È stata la 1ª edizione dell'ATP Bologna Outdoor, che fa parte del World Championship Tennis 1974. Si è giocato a Bologna in Italia, dall'11 al 17 febbraio 1974.

## Campioni

### Singolare
Arthur Ashe ha battuto in finale  Mark Cox con il punteggio di 6–4 7–5

### Doppio
Ove Nils Bengtson /  Björn Borg hanno battuto in finale  Arthur Ashe /  Roscoe Tanner con il punteggio di 6–4, 5–7, 4–6, 7–6, 6–2